# Alberico di Utrecht
Alberico di Utrecht (VIII secolo – 21 agosto o 14 novembre 784) è stato un monaco benedettino che divenne abate e quindi vescovo di Utrecht; è venerato come santo dalla Chiesa cattolica.
Era pronipote di Sant'Adela di Pfalzel.

## Biografia
Alberico era monaco nel convento di san Martino ad Utrecht. Nel 775 si recò in Italia su incarico di Carlo Magno. Poco dopo il suo rientro ad Utrecht morì l'abate Gregorio di San Martino, che era anche suo zio. Gli succedette quindi Alberico come abate e come lo zio, egli dipendeva dalla Chiesa frisona, la cui sede vescovile, quella della diocesi di Utrecht, era vacante. Nel 777 (o nel 778) venne consacrato vescovo e gli fu assegnata quella diocesi.
Durante il suo episcopato egli sciolse la sua Chiesa dagli antichi legami con gli anglosassoni e la diocesi venne inglobata nel sistema ecclesiastico franco. La diocesi di Utrecht venne riconosciuta dall'arcidiocesi di Colonia.
Inoltre promosse le missioni tra i Frisoni e nella sua zona d'influenza fece distruggere tutti i luoghi di culto pagani. Inviò inoltre Ludgero (che più tardi divenne vescovo di Münster) in una missione nella Frisia orientale e fu attraverso di lui che Alberico fece ricostruire la chiesa di Deventer.
Alberico era molto interessato alla scienza e godeva dell'amicizia del filosofo e teologo Alcuino di York. Egli riformò inoltre la scuola del Duomo di Utrecht.

## Culto
Le sue spoglie mortali sono venerate a Susteren. La sua memoria liturgica cade il 14 novembre, ma in certe località è celebrato il 4 marzo o il 21 agosto.